# 1995–1996-os magyar férfi vízilabdakupa
Az 1995–1996-os magyar férfi vízilabdakupa, szponzorált nevén a Medicor Magyar Kupa, a hetvenedik kiírás volt a versenysorozat történetében. A győzelmet a Vasas szerezte meg.

### Nyolcaddöntő
november 1, 5, 9, 12.
| 1. csapat       | Össz. | 2. csapat      | 1. mérk. | 2. mérk. |
| --------------- | ----- | -------------- | -------- | -------- |
| Orvosegyetem SC | 27–15 | Tatabányai VSE | 15–4     | 12–11    |
| Kordax BSC      | 19–14 | Szolnoki VSE   | 10–7     | 9–7      |

### Negyeddöntő
január 20., február 17.
| 1. csapat       | Össz. | 2. csapat       | 1. mérk. | 2. mérk. |
| --------------- | ----- | --------------- | -------- | -------- |
| Vasas SC        | 13–9  | Szegedi VE      | 8–5      | 5–4      |
| BVSC            | 25–12 | Szentesi VK     | 13–5     | 12–7     |
| Ferencvárosi TC | 25–12 | Orvosegyetem SC | 13–7     | 12–5     |
| Kordax BSC      | 11–22 | Újpesti TE      | 7–9      | 4–13     |

### Elődöntő
március 7, 11.
| 1. csapat | Össz. | 2. csapat       | 1. mérk. | 2. mérk. |
| --------- | ----- | --------------- | -------- | -------- |
| Vasas SC  | 23–10 | Ferencvárosi TC | 12–6     | 11–4     |
| BVSC      | 16–20 | Újpesti TE      | 6–11     | 10–9     |

## Döntő
| 1996. március 15. 15:50 | Vasas SC                                                        | 10–8 | Újpesti TE                                   | Komjádi uszoda Nézőszám: 2500 Játékvezetők: Székely Németh A. |
| 1996. március 15. 15:50 | (1–1, 4–2, 4–2, 1–3)                                            |      |                                              | Komjádi uszoda Nézőszám: 2500 Játékvezetők: Székely Németh A. |
| 1996. március 15. 15:50 | Tóth F. 3 Gorskov 2 Varga T. 2 Konrád 1 Petőváry 1 Liebhauser 1 |      | Dala 3 Gál 2 Kásás 1 Benedek 1 Zantleitner 1 | Komjádi uszoda Nézőszám: 2500 Játékvezetők: Székely Németh A. |

A Vasas kupagyőztes csapatának tagjai: Berezvai Ferenc, Dimitrij Gorskov, Kiss Zoltán, Konrád János, Kósz Zoltán, Liebhauser József, Mészáros Csaba, Molnár Péter, Németh II. Zsolt, Petőváry Zsolt, Tóth Frank, Varga Tamás, Vári Attila, vezetőedző: Faragó Tamás